# Friend of Dorothy

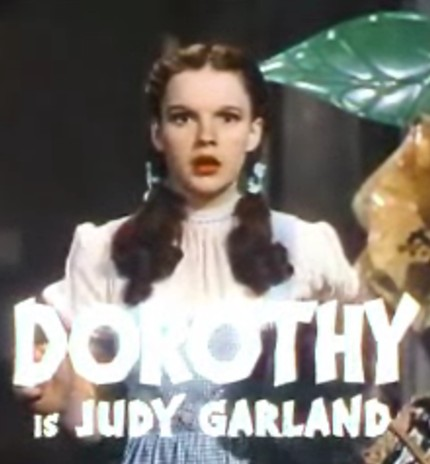
Judy Garland dans son rôle de Dorothy du Magicien d'Oz est l'une des deux origines probables de l'expression « ami de Dorothy » faisant référence à un homme gay ou LGBTQ.

Dans l'argot gay anglais, friend of Dorothy (« ami de Dorothy ») est une circonlocution qui désigne un homme gay et, au sens large, toute personne LGBTQ. L'expression remonte au moins à la Seconde Guerre mondiale, lorsque les actes homosexuels étaient illégaux aux États-Unis. Parler de quelqu'un comme un « ami de Dorothy » était un euphémisme utilisé pour discuter de l'orientation sexuelle sans que les autres n'en sachent la signification.

## Origine
L'origine de l'expression est incertaine. On considère généralement qu'elle vient du film Le Magicien d'Oz de 1939 dont le personnage Dorothée Gale est joué par Judy Garland, une icône gay. Elle pourrait aussi être liée à l'écrivaine américaine des années 1920 et 1930 Dorothy Parker, populaire chez les gays.

## Enquête militaire
Au début des années 1980, le Naval Investigative Service enquêtait sur l'homosexualité dans la région de Chicago. Les agents ont découvert que les homosexuels se désignaient parfois comme des « amis de Dorothy ». Ignorant la signification historique du terme, ils ont cru qu'il y avait réellement une femme nommée Dorothy au cœur d'une importante organisation de militaires homosexuels. Le Service a alors lancé une vaste — et vaine — enquête pour retrouver l'insaisissable « Dorothy » et obtenir d'elle les noms de ces militaires homosexuels.

## Usage

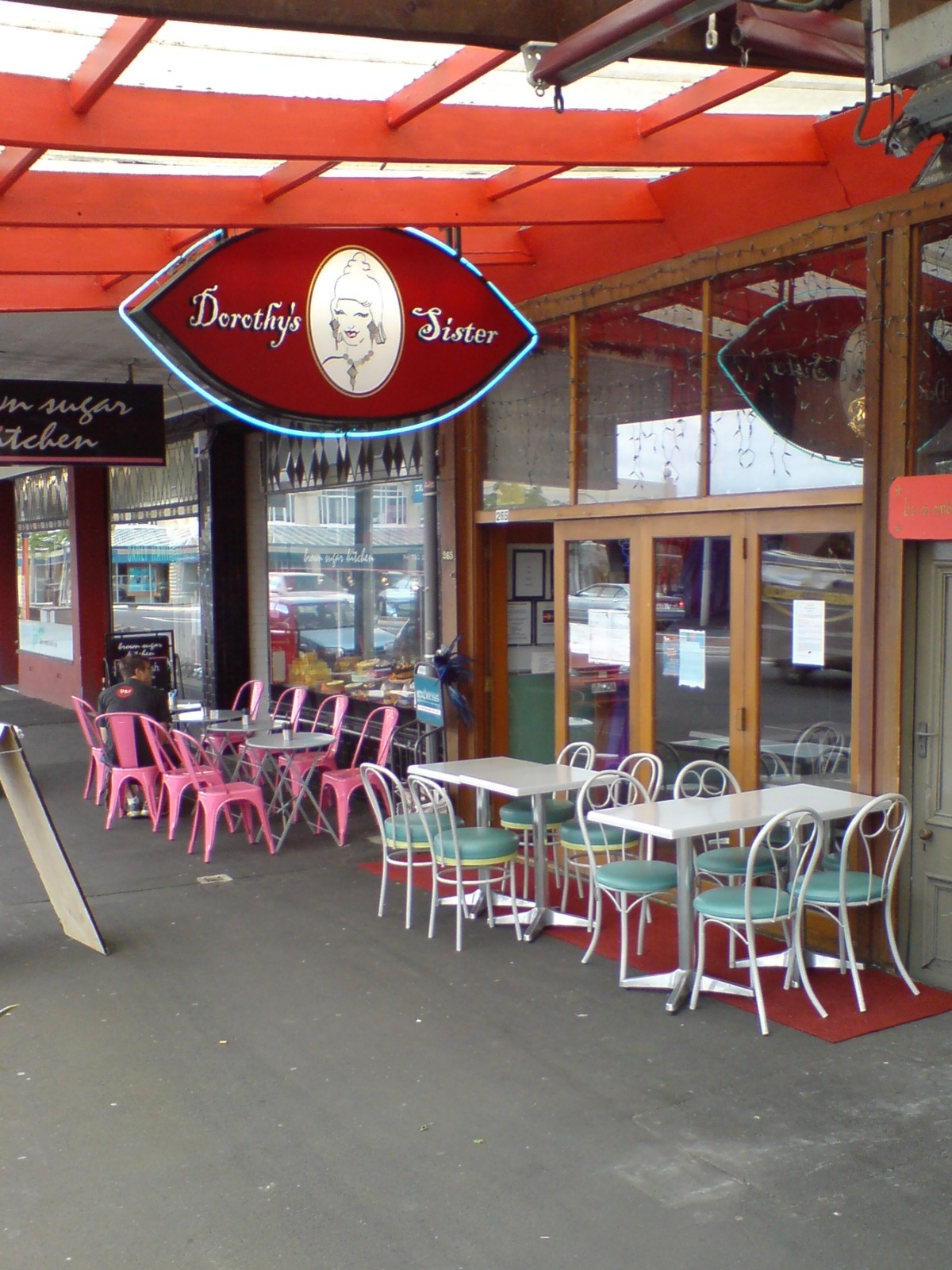
Le nom de ce café, Dorothy's Sister, à Ponsonby, le village gay d'Auckland, est un jeu de mots sur le terme d'argot.

À partir de la fin des années 1980, sur plusieurs lignes de croisière, des passagers gays et lesbiens ont commencé à approcher le personnel, en leur demandant d'afficher les rassemblements dans la liste quotidienne des activités de croisière. Comme les compagnies de croisières hésitaient à annoncer de telles choses de manière si flagrante dans leurs plannings quotidiens, elles inscriraient le rassemblement comme une "réunion des amis de Dorothy". L'utilisation de cette phrase vient probablement des directeurs de croisière qui connaissaient et utilisaient également la phrase « Friends of Bill W. » dans leurs programmes pour dire aux membres des Alcooliques anonymes qu'il y avait des réunions de groupe de soutien pendant le voyage. 
Ces réunions ont gagné en popularité au fil des ans. Désormais, de nombreuses compagnies de croisière proposent plusieurs événements FOD, parfois jusqu'à un chaque soir. Malgré cela, de nombreuses réunions FOD ont un faible taux de participation.